# Marc Lamponi
Marc Lamponi (llatí: Marcus Lamponius) fou un militar italià nadiu de Lucània i un dels principals capitans en la guerra social, dels aliats itàlics contra Roma (90 aC a 88 aC).
Fou el cap dels italians a la seva província i va derrotar a Publi Licini Cras a la vora de Grumentum (90 aC).
El 83 aC, quan els samnites i lucans eren aliats dels populars de Gai Mari el Jove i de Gneu Papiri Carbó, Lamponi va acompanyar a Ponci Telesí Major en el seu avanç cap a la capital que no tenia guarnició. Van entaular batalla, però Sul·la va arribar a temps de defensar la ciutat. Després de la batalla de la Porta Col·lina on Sul·la va obtenir la victòria i va morir Ponci Telesí, va desaparèixer entre els fugitius. Diodor de Sicília li dona per error el nom d'Ἀπώνιος (Aponi).